# Crusea calcicola
Crusea calcicola är en måreväxtart som beskrevs av Jesse More Greenman. Crusea calcicola ingår i släktet Crusea och familjen måreväxter. Inga underarter finns listade i Catalogue of Life.